# Жирарден, Эмиль де
Эми́ль де Жирарде́н (фр. Émile de Girardin; 21 июня 1806, Париж — 27 апреля 1884, Париж) — французский журналист и политик, внебрачный сын генерала графа Александра Жирардена. Был женат на известной писательнице Дельфине де Жирарден (урождённой Гэ) с 1831 года до её смерти в 1855 году.
Первые его романы («Emile», 1827, и Au hasard, 1828) имеют автобиографический характер. В 1828 году Жирарден основал Le Voleur, a в следующем году стал издавать La Mode. Задавшись мыслью увеличить спрос на периодические издания, он решил, что для этого прежде всего необходимо значительно понизить их стоимость. Первым опытом такого общедоступного издания был основанный им в 1831 году Journal des connaissances utiles, который при годовой цене в 4 франка вскоре после своего появления уже насчитывал свыше ста тридцати тысяч подписчиков; за этим последовало другое, ещё более дешёвое издание Journal des Instituteurs primaires, стоившее только 1 франк 50 сантимов в год. С 1833 года Жирарден стал издавать Musée des familles, a в следующем году появился его Almanach de France, расходившийся впоследствии в количестве миллиона экземпляров.
Смелый, резкий, парадоксальный Жирарден скоро нажил себе много врагов, особенно после основания им новой политической газеты La Presse, подписная цена которой (40 франков) была вдвое дешевле всех других подобных изданий. Жирарден совершенно верно рассчитал, что при большом числе подписчиков объявления будут печататься по преимуществу в его газете и плата за них с избытком покроет дефицит от слишком низкой подписной цены. Дуэль Жирардена с известным Арманом Каррелем (22 июля 1836 года) окончилась смертью последнего.
Жирарден неоднократно избирался в палату депутатов, но не играл в ней видной роли; этому мешала изменчивость его мнений. Зато значение его как публициста было значительное. Своей консервативной газете он дал оттенок независимости, проповедуя почти полный индифферентизм к вопросу о форме правления. Сначала он был сторонником Гизо, но в конце царствования Луи-Филиппа чрезвычайно резко порицал деятельность министерства.
Предчувствуя наступление революции, Жирарден 14 февраля сложил с себя депутатские полномочия. 24 февраля он проник в Тюильри и способствовал отречению Луи-Филиппа, но вскоре после того начал издеваться над республикой и над временным правительством. В июне 1848 года он был арестован по распоряжению Кавеньяка, а издание «La presse» приостановлено. Выпущенный после одиннадцатидневного ареста на свободу Жирарден отомстил Кавеньяку, написав брошюру «Journal d’un journaliste au secret», a затем начал ожесточенную борьбу против его кандидатуры на пост президента республики, приняв сторону принца Луи-Наполеона.
Позже, как член законодательного собрания, он — противник бонапартизма. Изгнанный после переворота 2 декабря 1851 года из Франции, он скоро вернулся и вновь принялся за издание «La Presse», которую вскоре вынужден был продать. В 1862 году снова принял на себя обязанности главного редактора этой газеты, но в 1866 году окончательно её покинул и стал во главе малоизвестной «Liberté», которую стал выпускать по 10 сантимов, благодаря чему она через несколько недель расходилась уже в 60 тыс. экземпляров.
Некоторое время Жирарден находился в оппозиции, резко выступая против Руэра, но в 1869 и 1870 годах он приветствовал либеральную Империю и поддерживал Оливье.
В франко-прусском конфликте Жирарден был сторонником войны, за что был назначен сенатором. Во время осады Парижа он издавал «Liberté» в Бордо, нападая на временное правительство. В 1872 году Жирарден приобрел Petit Journal, который под его редакцией стал расходиться в количестве пятисот тысяч экземпляров. В 1874 году Жирарден купил La France, из которой сделал орудие борьбы с министерством Виктора де Брольи.
Избранный в 1874 году депутатом, Жирарден оставался в палате до самой смерти, постоянно выступая защитником полной свободы печати. Число отдельно изданных Жирарденом брошюр, памфлетов, сборников статей, пьес, романов и т. д. доходит до сотни. Из них выделяются: Questions philosophiques (1852—1857); Paix et Liberté (1864), Les droits de la pensée (1864), Du droit de punir (1871).

## Интересные факты
- С именем Жирардена связывается и первое появление в европейской периодике «скрытой рекламы». Появление подобной рекламы отмечается специалистами ещё в газетах XVIII столетия, но подобные сообщения частных лиц было легко отличить от редакционного текста, хотя бы по месту публикации в газете и по специальным обозначениям-маркерам типа «N.В.» или «P.S.» Однако в начале XIX века стали появляться такие сообщения рекламного характера, которые трудно было отличить от редакционного текста, Жирарден учитывал это и брал за строку сообщений значительно дороже, чем за строку объявлений. Эти сообщения бывают двоякого рода: в одних в конце заметки, интересной самой по себе, приводится фраза или несколько фраз рекламного характера, в других нет даже намека на рекламу, хотя фактически вся заметка помещена в целях рекламы".[1][неавторитетный источник]
- Карл Маркс и Фридрих Энгельс в своей рецензии на статью Жирардена 1850 года «Социализм и налог» резко критиковали его идею о «двоякого рода» социализме: «дурном» («война труда против капитала») и «хорошем» («гармония между трудом и капиталом»), указывая что последний вовсе не является социализмом.